# Kumho

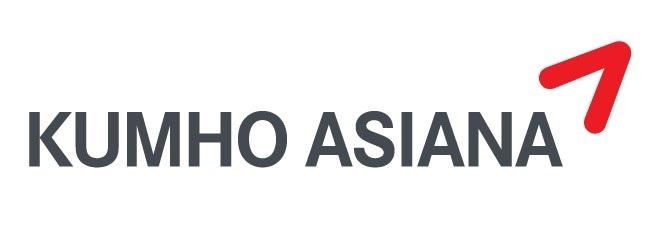
Logotipo del grupo industrial.

Kumho Asiana Group es un grupo industrial de Corea del Sur que abarca negocios en la aviación, finanzas, construcción, transporte, medicamentos, y fabricación de neumáticos, con sede principal en Seúl, Corea.

## Filiales
- Air Busan
- Asiana AAS Airport Services
- Asiana Abacus
- Asiana Airlines
- Asiana IDT
- Asiana Leisure
- Incheon Airport Energy
- Kumho Art Museum
- Kumho Arthall
- Kumho Asiana Cultural Foundation
- Kumho Electric
- Kumho Engineering and Construction
- Kumho Express
- Kumho Rent A Car
- Kumho Investment Bank
- Kumho KIFT
- Kumho Life Insurance
- Kumho Mitsui Chemical
- Kumho P&B Chemical
- Kumho Petrochemical
- Kumho Polychem
- Kumho Resort
- Kumho Tires
- Kumho Trading Corporation
- Korea Express (Daehan Logistics)
- Seoul Express Bus Terminal
- Songnisan Express